# Batman (jeu vidéo, 1986)
Pour les articles homonymes, voir Batman (homonymie).
 (octobre 2019).
Si vous disposez d'ouvrages ou d'articles de référence ou si vous connaissez des sites web de qualité traitant du thème abordé ici, merci de compléter l'article en donnant les références utiles à sa vérifiabilité et en les liant à la section « Notes et références ».
Batman est un jeu vidéo d'action-aventure en 3D isométrique sorti en 1986 sur Amstrad CPC, MSX et ZX Spectrum. Édité par Ocean Software, le jeu a été conçu par Jon Ritman et Bernie Drumond.
Il ressemble à Head over Heels pour sa vue en perspective isométrique et son découpage en pièces.

## Système de jeu
Le but du jeu est de secourir Robin en rassemblant les sept parties de l'aéroglisseur Batcraft qui sont parsemées à travers la Batcave.
Batman est notable pour avoir mis en œuvre l'un des premiers exemples de système permettant au joueur de recommencer depuis un stade intermédiaire du jeu après la perte de toutes ses vies plutôt que de revenir complètement au début ; en l'occurrence, ce sont les « Batstones » que Batman ramasse qui font office de points de contrôle.

## Accueil
Le jeu a été bien accueilli par la presse à sa sortie.

## Remakes
Plusieurs remakes de ce jeu ont vu le jour :
- Watman, qui est un gratuiciel sorti en 2000 sur ordinateur sous DOS. Un autre, intitulé GWatman, est sorti sur Game Boy Advance ;
- un sur ordinateur, produit par Retrospec ;
- un sur MSX2, produit par AAMSX et FX Software, pour le MSX RU de 2014.